# Orban (firma)
Orban, n.p. byl národní podnik, který vznikl v roce 1949 reorganizací a sloučením několika bavlnářských závodů. Podnikové ředitelství bylo ustanoveno v Žamberku v sídle původního podniku Jindřich Žid a spol.

## Historie
Podnik Jindřich Žid a spol., se postupně transformoval v podniky Apelt und Dressler KG (1941–1945), Apelt und Dressler KG (1945–1948) pod národní správou, Lina n.p. Jaroměř, závod 24 Žamberk (1948–1949). 
Po znárodnění došlo ke sloučení nebo zrušení mnoha malých tkalcoven. Ze zbylých větších závodů vzniklo třicetšest národních podniků, jejichž počet byl další reorganizací k 1. dubnu 1958 redukován na třináct. 
Žamberský závod byl vyjmut z organizační struktury podniku Lina n.p. a byl založen podnik, do kterého byly začleněny závody:
- závod 1 Žamberk
- závod 2 Malá Čermná
- závod 3 Bílá Voda
- závod 4 Těchonín[1]
- závod 5 Doudleby nad Orlicí
- závod 6 Červená Voda
- závod 7 Nekoř
- závod 8 Letohrad
- závod 9 Rychnov nad Kněžnou
- závod 10 Zábřeh
- závod 11 Třebařov

Podnik tak působil na území tří krajů (Hradec Králové, Olomouc a Brno).
Orban n.p. byl v roce 1967 sloučen s podnikem Perla, n.p. Ústí nad Orlicí a v roce 1968 objekt převzal podnik Kovostav Ústí nad Orlicí.